# L'assassino di pietra
L'assassino di pietra (The Stone Killer) è un film statunitense del 1973 diretto da Michael Winner.
È un film d'azione thriller con protagonisti Charles Bronson, nel ruolo di un poliziotto trasferito da New York in California per la sua durezza, Martin Balsam, nel ruolo del boss mafioso don Alberto Vescari, e Jack Colvin. Norman Fell e John Ritter appaiono in ruoli minori come poliziotti; nel 1977 entreranno nel cast della famosa sit-com Tre cuori in affitto. Il film è basato sul romanzo del 1969 A Complete State of Death di John Edmund Gardner.

## Trama
Nel 1973, il boss mafioso Al Vescari vuole vendicare l'uccisione dei suoi familiari avvenuta nel 1931; a questo scopo decide di colpire usando non killer prezzolati della Mafia, ma squadre formate da reduci del Vietnam e quindi non collegabili al crimine organizzato; da qui il titolo stone killer (alla lettera assassino di pietra), termine che indica un killer usato dalla Mafia ma non collegato ad essa; l'obiettivo è una lunga lista di capi della Mafia italia ed ebraica. Lo contrasta Lou Torrey, un tenente della polizia di New York spedito lontano in California per i suoi metodi troppo brutali; casualmente Torrey è incaricato di investigare sulla morte di un noto killer della mafia, e da qui riesce a ricostruire il piano apparentmente impossibile.

## Produzione
Il film, diretto da Michael Winner su una sceneggiatura di Gerald Wilson con il soggetto di John Gardner (autore del romanzo), fu prodotto da Michael Winner per Dino de Laurentiis Cinematografica, Columbia Pictures Corporation, Rizzoli Film e Produzioni Cinematografiche Inter. Ma. Co. e girato nel Laurel Canyon a Hollywood Hills, a Los Angeles, nel deserto del Mojave in California e a New York.

## Distribuzione
Il film fu distribuito negli Stati Uniti dal 23 ottobre 1973 al cinema dalla Columbia Pictures e per l'home video dalla Columbia TriStar Home Video.
Alcune delle uscite internazionali sono state:
- in Danimarca il 23 ottobre 1973 (Stone Killer)
- in Italia il 25 ottobre 1973
- in Finlandia il 16 novembre 1973 (Stenansiktet)
- in Svezia il 16 novembre 1973
- nei Paesi Bassi il 22 novembre 1973
- in Germania Ovest il 21 dicembre 1973 (Ein Mann geht über Leichen)
- in Norvegia il 31 gennaio 1974 (Menneskejegeren)
- in Spagna il 27 maggio 1974 (América violenta)
- in Turchia nel febbraio del 1975 (Tas yürekli katil)
- in Messico (El triturador)
- in Polonia (Kamienny zabójca)
- in Francia (Le cercle noir)
- in Grecia (O mavros kyklos)
- in Slovenia (Strelna crta)
- in Italia (L'assassino di pietra)

## Promozione
Le tagline sono:
- "Take away his badge and he'd top the Ten Most Wanted list!".
- "This cop plays dirty to rub out the mob!".
- "This cop is up to his eyebrows in godfathers, informers, junkies and trigger-men with itchy fingers!".

## Critica
Secondo il Morandini il film è "veloce, vigoroso, violento ai limiti della brutalità".